# Cantonul Saint-Lô-Ouest
Cantonul Saint-Lô-Ouest este un canton din arondismentul Saint-Lô, departamentul Manche, regiunea Basse-Normandie, Franța.

## Comune
- Agneaux
- Le Mesnil-Rouxelin
- Rampan
- Saint-Georges-Montcocq
- Saint-Lô (parțial, reședință)